# Sylvie Ameloot
Sylvie Ameloot (1 juni 1979) is een Belgische atlete, die gespecialiseerd is in de middellange afstand. Ze werd tweemaal Belgisch kampioene.

## Loopbaan
Ameloot werd in 2006 en 2009 Belgisch indoorkampioene op de 1500 m.
Ameloot begon haar carrière bij Marathon Atletiekclub Westhoek (MACW) Eind 2002 stapte ze over naar Atletiekclub Grimbergen. Na de breuk met trainer Bober verhuisde ze naar Daring Atletiekclub Leuven (DCLA).  Eind 2009 ging ze voor Lebbeekse Atletiekclub Toekomst lopen. Uiteindelijk keerde ze terug naar MACW.

## Belgische kampioenschappen
Indoor
| Onderdeel | Jaar       |
| --------- | ---------- |
| 1500 m    | 2006, 2009 |

## Persoonlijke records
Outdoor
| Onderdeel | Prestatie | Datum        | Plaats   |
| --------- | --------- | ------------ | -------- |
| 800 m     | 2.08,87   | 28 juli 2007 | Heusden  |
| 1500 m    | 4.28,62   | 31 mei 2008  | Neerpelt |

Indoor
| Onderdeel | Prestatie | Datum            | Plaats |
| --------- | --------- | ---------------- | ------ |
| 800 m     | 2.11,95   | 20 februari 2005 | Gent   |
| 1500 m    | 4.26,63   | 22 februari 2009 | Gent   |

## Palmares

### 800 m
- 2006:  BK AC – 2.09,19

### 1500 m
- 2006:  BK AC indoor – 4.32,24
- 2007:  BK AC indoor – 4.36,68
- 2008:  BK AC indoor – 4.29,89
- 2008:  BK AC – 4.36,18
- 2009:  BK AC indoor – 4.26,67